# 安東輝 (1995年6月生のサッカー選手)
安東 輝（あんどう あきら、1995年6月28日 - ）は、大分県臼杵市出身の元サッカー選手。登録ポジションはミッドフィールダー。

## 来歴
小学校1年でサッカーを始めた。2008年、JFAアカデミー福島に3期生として入校。同期に金子翔太、平岡将豪、小池龍太ら。2011年3月、東京電力福島第一原子力発電所事故の対応拠点にJヴィレッジが使用される事となった為、静岡県御殿場市に環境を移した。
2014年、湘南ベルマーレに入団。加入後、そのまま福島ユナイテッドFCに期限付き移籍 となり、翌2015年までプレー。
2016年より、ツエーゲン金沢に期限付き移籍。翌2017年は湘南に復帰。加入4年目にして初めて湘南でのプレー機会を得たが、公式戦計3試合の出場に留まった。
2018年、松本山雅FCに完全移籍。
2020年、水戸ホーリーホックへ期限付き移籍。シーズン終了後に松本へ復帰。
2021年5月30日、ファジアーノ岡山FC戦で負傷。左腓腹筋肉離れで全治6-8週間と診断を受けた。
2024年1月16日、現役引退を発表。引退後は中村漆器産業（松本市）に就職した。

## 所属クラブ
- 市浜レッドソックス（臼杵市立下ノ江小学校）[7]
- 2008年 - 2013年 JFAアカデミー福島（広野町立広野中学校→福島県立富岡高等学校 (静岡県立三島長陵高等学校))[7]
- 2014年 - 2017年 湘南ベルマーレ
  - 2014年 - 2015年 福島ユナイテッドFC（期限付き移籍）
  - 2016年 ツエーゲン金沢（期限付き移籍）
- 2018年 - 2023年 松本山雅FC
  - 2020年 水戸ホーリーホック（期限付き移籍）

## 個人成績
| 国内大会個人成績 | 国内大会個人成績 | 国内大会個人成績 | 国内大会個人成績 | 国内大会個人成績 | 国内大会個人成績 | 国内大会個人成績 | 国内大会個人成績 | 国内大会個人成績 | 国内大会個人成績 | 国内大会個人成績 | 国内大会個人成績 |
| 年度             | クラブ           | 背番号           | リーグ           | リーグ戦         | リーグ戦         | リーグ杯         | リーグ杯         | オープン杯       | オープン杯       | 期間通算         | 期間通算         |
| 年度             | クラブ           | 背番号           | リーグ           | 出場             | 得点             | 出場             | 得点             | 出場             | 得点             | 出場             | 得点             |
| 日本             | 日本             | 日本             | 日本             | リーグ戦         | リーグ戦         | リーグ杯         | リーグ杯         | 天皇杯           | 天皇杯           | 期間通算         | 期間通算         |
| ---------------- | ---------------- | ---------------- | ---------------- | ---------------- | ---------------- | ---------------- | ---------------- | ---------------- | ---------------- | ---------------- | ---------------- |
| 2014             | 福島             | 24               | J3               | 31               | 2                | -                | -                | 1                | 0                | 32               | 2                |
| 2015             | 福島             | 24               | J3               | 27               | 1                | -                | -                | 1                | 0                | 28               | 1                |
| 2016             | 金沢             | 6                | J2               | 19               | 1                | -                | -                | 2                | 0                | 21               | 1                |
| 2017             | 湘南             | 27               | J2               | 2                | 0                | -                | -                | 1                | 0                | 3                | 0                |
| 2018             | 松本             | 32               | J2               | 1                | 0                | -                | -                | 1                | 0                | 2                | 0                |
| 2019             | 松本             | 32               | J1               | 8                | 0                | 4                | 0                | 1                | 0                | 13               | 0                |
| 2020             | 水戸             | 8                | J2               | 27               | 0                | -                | -                | -                | -                | 27               | 0                |
| 2021             | 松本             | 4                | J2               | 14               | 0                | -                | -                | 0                | 0                | 14               | 0                |
| 2022             | 松本             | 4                | J3               | 13               | 0                | -                | -                | 0                | 0                | 13               | 0                |
| 2023             | 松本             | 4                | J3               | 10               | 0                | -                | -                | -                | -                | 10               | 0                |
| 通算             | 日本             | 日本             | J1               | 8                | 0                | 4                | 0                | 1                | 0                | 13               | 0                |
| 通算             | 日本             | 日本             | J2               | 63               | 1                | -                | -                | 4                | 0                | 67               | 1                |
| 通算             | 日本             | 日本             | J3               | 81               | 3                | -                | -                | 2                | 0                | 83               | 3                |
| 総通算           | 総通算           | 総通算           | 総通算           | 152              | 4                | 4                | 0                | 7                | 0                | 163              | 4                |

その他の公式戦
- 2016年
  - J2・J3入れ替え戦 1試合0得点
- Jリーグ初出場 - 2014年3月9日 J3第1節 対AC長野パルセイロ（味の素フィールド西が丘）
- Jリーグ初得点 - 2014年5月4日 J3第10節 対FC琉球（沖縄市陸上競技場）

## タイトル

### クラブ
JFAアカデミー福島
- U-15福島県サッカーリーグ (2008年)
- 東北U-15みちのくリーグ南東北 (2009年)
- 高円宮杯U-18サッカーリーグ プリンスリーグ東北2部 (2011年)
- 高円宮杯U-18サッカーリーグ プリンスリーグ東北1部 (2012年)

湘南ベルマーレ
- J2リーグ：1回（2017年）

松本山雅FC
- J2リーグ：1回（2018年）

### 代表
U-19日本代表
- 2014 AFF U-19ユース選手権（英語版） (2014年)

## 代表歴
- U-16日本代表[7]
- U-18日本代表、U-19日本代表[7]
  - 2014 AFF U-19ユース選手権（英語版）